# برايس ماريون
برايس ماريون (بالإنجليزية: Bryce Marion)‏ هو لاعب كرة قدم أمريكي، ولد في 13 فبراير 1996 في ليك تشارلز في الولايات المتحدة. لعب مع Rio Grande Valley FC Toros ‏.